# Христовци (област Велико Търново)
 За другото българско село вижте Христовци (Област Габрово).  
Христовци е село в Северна България. То се намира в община Елена, област Велико Търново.

## География
Село Христовци се намира в планински район.